# آینه (فیلم ۲۰۱۴)
«آینه» (انگلیسی: The Mirror) فیلمی در ژانر ترسناک به کارگردانی ادوارد بوز است که در سال ۲۰۱۴ منتشر شد. اما الان دیگ در اینترنت پیدا نمیشه